# 조던 필
조던 하워스 필(영어: Jordan Haworth Peele, 1979년 2월 21일 ~ )은 미국의 배우, 코미디언, 영화 감독이다. 키건마이클 키와 같이 키 앤 필 코미디언 콤비로 활동하였다. 2017년 영화 《겟 아웃》으로 영화 감독 데뷔했으며, 이 영화로 제90회 아카데미상 각본상을 수상했다.

## 작품 목록
| 연도 | 제목         | 연출 | 각본 | 제작 | 비고 |
| ---- | ------------ | ---- | ---- | ---- | ---- |
| 2016 | 키아누       |      | 예   | 예   |      |
| 2017 | 겟 아웃      | 예   | 예   | 예   |      |
| 2018 | 블랙클랜스맨 |      |      | 예   |      |
| 2019 | 어스         | 예   | 예   | 예   |      |
| 2021 | 캔디맨       |      | 예   | 예   |      |
| 2022 | 놉           | 예   | 예   | 예   |      |